# Modrzyk wielki
Modrzyk wielki (Porphyrio kukwiedei) – gatunek dużego ptaka z rodziny chruścieli (Rallidae). Znany wyłącznie z Nowej Kaledonii, ze szczątków subfosylnych. Wymarły; możliwe, że przetrwał do 1860.

## Taksonomia
Po raz pierwszy gatunek opisali Jean-Christophe Balouet i Storrs L. Olson w 1989. Gatunek znany jest wyłącznie ze szczątków subfosylnych przechowywanych w zbiorach w Muzeum Historii Naturalnej w Paryżu. Holotypem była lewa kość skokowa pozyskana ze stanowiska na wschodnim wybrzeżu wyspy; istnieją także liczne paratypy. Epitet gatunkowy pochodzi od Kukwiede, bóstwa z lokalnej legendy, być może mającej jednak dość współczesne pochodzenie. Gatunek nie jest uznawany przez Międzynarodowy Komitet Ornitologiczny.

## Morfologia
Był to duży, nielotny ptak (miał zredukowane skrzydła). Większość zbadanych przez autorów pierwszego opisu kości była o około 25% większa od odpowiadających im kości modrzyka zwyczajnego (Porphyrio porphyrio).

## Status
IUCN uznaje modrzyka wielkiego za gatunek wymarły (EX, Extinct). Z 1860 pochodzi doniesienie o żyjącym na bagnach ptaku wielkości indyka, którego rdzenna ludność nazywała N'dino. Możliwe, że odnosiło się do modrzyka wielkiego lub do Megapodius molistructor, jednak występowanie na bagnach wskazuje raczej na modrzyka. Do wymarcia doprowadził najpewniej odłów oraz drapieżnictwo ze strony wprowadzonych na wyspy gatunków.